# Хулхен
Хулхен (монг. Хүлгэн; бл. 1205 — 1238) — оглан (царевич), монгольський воєначальник, син Чингісхана від другої дружини, меркітки Хулан. Дядько хана Батия. У Київських літописах відомий як Кюльхан.

## Біографія
Незважаючи на те, що серед дітей Чингісхана найбільшим авторитетом користувалися народжені від його старшої дружини Борте, Хулхен мав рівні права нарівні з Джучі, Чагатаем, Угэдеем і Тулуйцем. Ще за життя батька Хулхен отримав під командування 4 тисячі осіб, серед яких Рашид ад-Дін згадував Хубілая.
Брав участь у західному (кипчацькому) поході. 1237 року був одним з очільнкиів монголів проти буртасів та мордви. Загинув під час монгольсько-татарської навали до Київщини на напочатку січня 1238 року. Єдиний із Чингізидів загиблий під час цього походу орди.
У Хулхена було чотири сини, старшого з яких звали Куча. Правнук Кюльхана Ебуген (мав титул хуцзян-вана) 1287 року брав участь у заколоті Наяна проти Хубілай-хана, за що його було страчено.